# Yr.no
yr.no ist ein Internetwetterdienst, der vom norwegischen Rundfunk (NRK) und dem Norwegischen Meteorologischen Institut (NMI) in Kooperation betrieben wird. Das Wort yr bedeutet übersetzt so viel wie leichter Nieselregen, aber auch hocherfreut, schwindelig, grenzenlos und wild.

## Leistungsangebot
Der Dienst stellt laut eigenen Angaben Wettervorhersagen für über 8,3 Millionen verschiedene Orte auf der gesamten Erde bereit, welche über GeoNames mit Koordinaten verknüpft sind. Eine Besonderheit dabei ist, dass die für die Orte in Europa „stundengenaue“ (norwegisch „time for time“, englisch „hour by hour“) kontinuierliche Darstellung in Form eines Meteogramms über den erwarteten Wetterverlauf verfügbar sind, während für die meisten Orte der Welt die Wetterprognose auf drei Stunden genau ist. Die Darstellung der Prognosen des lokalen Wetters ist somit erheblich detaillierter als bei der herkömmlichen Darstellungsweise in Internet und Printmedien, bei der für jeden Tag drei Karten für einige Stunden auseinanderliegende Tagesabschnitte einzeln präsentiert werden. Der Dienst ist laut eigenen Angaben erster Anbieter von kostenlosen detaillierten Wetterdaten.
Stundengenaue Prognosen werden für die nächsten 48 Stunden angeboten, eine auf 6 Stunden genaue Prognose für die nächsten 8 bis 9 Tage. Wetterprognosen für Europa (außer Skandinavien) werden zwei Mal täglich aktualisiert (ca. 6 und 18 Uhr für die Stundenprognose, ca. 10 und 22 Uhr für die Langzeitprognose), während Updates etwa für Norwegen häufiger sind.
Zudem werden verwandte Dienste angeboten wie Wetterradar, Satellitenbilder und Pollenflugprognose. Viele der angebotenen Informationen werden auch in Form von XML-Feeds bereitgestellt.
Die zahlreichen, weitgehend Norwegen-bezogenen meteorologischen Nachrichten und Zusatzinformationen werden hauptsächlich in Bokmål und Nynorsk verfasst, die grundlegende Bedienung der Vorhersageabfragefunktion und ausgewählte Nachrichten sind zudem auf Englisch, Nordsamisch und Kvenisch verfügbar.

## Funktionsweise der ortsgenauen Vorhersage
Die Vorhersagen bei yr.no basieren auf verschiedenen Modellen, unter anderem auf dem norwegischen HIRLAM (High Resolution Limited Area Model) und dem EC-Modell des europäischen Zentrums für mittelfristige Wettervorhersage (ECMWF, Reading, England). Dabei wird die Erde virtuell mit einem Gitternetz überzogen, dessen Kreuzungspunkte in Nordeuropa beispielsweise einen vertikalen und horizontalen Abstand von jeweils 10 km haben; für jeden dieser Gitterpunkte wird im Rechenzentrum eine eigene Vorhersage erstellt.
Für einen Ort, der sich nicht genau auf einem der Gitterpunkte befindet, werden die Koordinaten und Höheninformationen aus der GeoNames-Datenbank ausgelesen. Anhand derer wird der Abstand des Ortes zu den vier nächstliegenden Gitterknoten ermittelt und darauf basierend ein nach Abstand gewichteter Durchschnittswert aus den errechneten Wetterprognosen dieser vier Punkte ermittelt. Abschließend wird eine Höhenkorrektur vorgenommen – vor allem um die korrekte Temperatur errechnen zu können, da diese schon an ein und demselben Ort durch den atmosphärischen Temperaturgradienten mit der Höhe variiert.

## Informationsquellen
yr.no verwendet Daten und Medieninhalte von folgenden Kooperationspartnern:
| - Avinor - Norwegisches Institut für Bioökonomie (nibio.no) - EUMETSAT - ECMWF - GeoNames - Jernbaneverket - Kvensk institutt (kvenskinstitutt.no) | - Norske Meteorologisk Institutt - Noregs vassdrags- og energidirektorat (nve.no) - Norsk polarinstitutt (npolar.no) - NRK - Scientific Committee on Antarctic Research - Statens kartverk (statkart.no) - Wissenschaftsmuseum der NTNU |

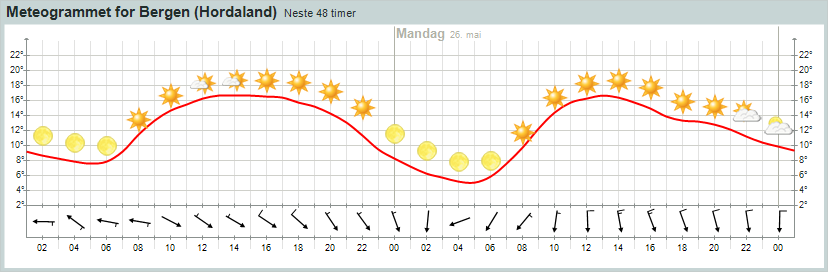
Vorhersage-Meteogramm von yr.no für Bergen (Hordaland), 25. und 26. Mai 2007

## Geschichte
Gestartet wurde der Dienst am 19. September 2007 als Ausweitung einer über 70-jährigen Zusammenarbeit von NRK und DNMI und wurde rasch in Norwegen sehr beliebt. Bereits ein dreiviertel Jahr nach Lancierung des Dienstes (also im Juni 2008) war er knapp 90 % der norwegischen Bevölkerung bekannt und verzeichnete 1,3 Millionen Benutzer (unique users) pro Woche. Im Jahr 2010 besuchten zwischen 1,4 und 3,1 Millionen Menschen pro Woche die Seite, von denen im Sommer 2010 ca. 70 % aus Norwegen, 25 % aus Schweden und 5 % aus dem Rest der Welt kamen. 2012 waren es über 2,5 Millionen und in den Sommermonaten bis zu 4,6 Millionen unique users pro Woche, wobei das zweite Drittel des Jahres wie schon in den Vorjahren das Besucherstärkste war.
Yr.no wird etwa zur Hälfte von Ausländern benutzt. Nach einer Umfrage vertrauen Schweden und Dänen yr.no eher als dem eigenen Wetterdienst.